# A!
A! ist das dritte Studioalbum der deutschen Popsängerin Alexa Feser. Es wurde am 10. Mai 2019 unter dem Label Warner Music Group veröffentlicht.

## Hintergrundinformation
Im April 2017 erschien mit Zwischen den Sekunden das zweite Studioalbum von Alexa Feser. Es konnte sich auf Rang 3 der deutschen Albumcharts platzieren und war zwischenzeitlich in den iTunes-Charts auf Platz 1. Durch die bereits vorher veröffentlichten Singles Medizin und Wunderfinder (zusammen mit dem Rapper Curse) wurde die Musik von Feser deutlich bekannter.

## Entstehung und Veröffentlichung
Bereits im Sommer 2017 begann Feser mit den Arbeiten an ihrem dritten Studioalbum. Um neue Inspiration zu bekommen, änderte sie ihren Wohnsitz innerhalb von Berlin. Sie zog vom Alexanderplatz (wo ihr zweites Album entstand) in den Stadtteil Berlin-Tiergarten. Alle Songs wurden von ihr und Steve van Velvet geschrieben. Mit diesem arbeitete sie schon an den vorherigen Alben zusammen. Der Song Tempelhofer Feld wurde zusätzlich mit dem Rapper Disarstar geschrieben, welcher auch einen Part in dem Song übernimmt. Es ist das einzige Feature auf dem Album.
Das Album konnte man seit dem 11. Oktober 2018 vorbestellen. A! erschien am 10. Mai 2019 über das Label Warner Music Group. Das Album wurde als CD, als Download und auf Vinyl veröffentlicht. Zusätzlich erschien eine limitierte Fan-Edition. Diese Box enthält neben dem Album als Digipak ein Wendeposter, einen Aufnäher, einen Schlüsselanhänger, eine handsignierte Autogrammkarte und einmal die handsignierten „Verlorene Zeilen“, welche nicht verwendete Textzeilen aus dem Song Mut enthalten.

## Singleauskopplungen
Der Song Gold reden erschien am 11. Oktober 2018 als erste Single aus dem Album. Zuvor kündigte Feser den Song über ihr Instagramprofil an. Am selben Tag wurde das Musikvideo auf Fesers YouTubekanal veröffentlicht. Bisher wurde dieses bereits über 600.000 Mal aufgerufen (Stand: September 2020). Mit Mut erschien am 21. Dezember 2018 die erste Promo-Single aus dem Album. Ein dazugehöriges Musikvideo wurde am 4. Januar 2019 veröffentlicht. Dieses wurde bisher auf Youtube über 1,8 Millionen Mal aufgerufen (Stand: September 2020) und gehört damit zu einem der bekanntesten Stücke vom Album. Ein Musikvideo erschien ebenfalls zur zweiten Promo-Single Atari T-Shirt, welche am 25. Januar 2019 veröffentlicht wurde. Das Musikvideo erschien drei Tage später. Als dritte Promo-Single erschien am 15. Februar 2019 der Song Bei 10 wieder oben. Als zweite Single wurde der Song 1A am 1. März 2019 veröffentlicht. Das Musikvideo feierte am gleichen Tag auf Youtube seine Premiere und wurde bisher über eine Million Mal aufgerufen (Stand: September 2020). Es ist das letzte von drei Videos, welche im Dezember 2018 in Japan gedreht wurden. Dazu gehören auch die Videos zu Mut und Atari T-Shirt. Als vierte Promo-Single erschien der Song Tempelhofer Feld, welchen sie zusammen mit dem Rapper Disarstar aufnahm am 5. April 2019. Als fünfte und letzte Promo-Single erschien der Song Abgeholt zwei Wochen später am 19. April 2019. Am 20. September 2019 erschien mit Mut die dritte Single aus dem Album. Diese wurde mit einem Remix und der Akustik-Version veröffentlicht.

## Inhalt
Alle Lieder des Albums sind in deutscher Sprache verfasst. Das Album enthält neben zwölf neuen Liedern auch sechs Akustik-Versionen. Den Song Nichts ist so laut wie die Wahrheit ist nur als Akustik-Version auf dem Album vorhanden. Die Lieder des Albums sind der Popmusik zuzuschreiben. Das Album hat eine Gesamtlänge von 69 Minuten und sieben Sekunden, davon sind 44 Minuten und 32 Sekunden die ersten zwölf Titel und 24 Minuten und 35 Sekunden machen die Akustik-Versionen aus.
Im ersten Song Gold reden singt Feser über die „kostbaren Momenten im Leben, die man mit keinem Geld der Welt kaufen kann“ und redet mit jemandem die Welt zu Gold. Der Song selbst hat einen „urbanen, mitreißenden, modernen Beat“ und am Ende befindet sich ein Fadeout. In Abgeholt geht es darum, dass Feser von einem Mann aus einer „Alleinphase“ nach einer Beziehung „abgeholt“ wurde. Der dritte Song 1A handelt davon, dass es in den „verrückten Zeiten“ immer noch Dinge gibt, die sehr gut oder prima („eins a“) sind. Im fünften Song Atari T-Shirt singt Feser über ein T-Shirt von der Firma Atari, welche Computerspiele herstellt. Dieses Shirt habe ihr ein damaliger Bandkollege geschenkt, in den sie verliebt war. Dieses Shirt ist eine Metapher für die damalige Zeit, in der Feser mit ihrer Band viel probte und das Gefühl hatte, dass sie (die Band) die Welt erobern könnten. Bei 10 wieder oben ist der bisher längste Song von Feser überhaupt.
Titelliste
| #                  | Titel                                          | Autor(en)                                | Produzent(en)                                                              | Länge |
| ------------------ | ---------------------------------------------- | ---------------------------------------- | -------------------------------------------------------------------------- | ----- |
| 1                  | Gold reden                                     | Alexa Feser, Steve van Velvet            | Daniel Großmann, Matthias Mania, Steve van Velvet (Ko.), Alexa Feser (Ko.) | 3:05  |
| 2                  | Abgeholt                                       | Alexa Feser, Steve van Velvet            | Daniel Großmann, Matthias Mania, Steve van Velvet (Ko.), Alexa Feser (Ko.) | 3:13  |
| 3                  | 1A                                             | Alexa Feser, Steve van Velvet            | Daniel Großmann, Matthias Mania, Steve van Velvet (Ko.), Alexa Feser (Ko.) | 3:28  |
| 4                  | In diesem Moment                               | Alexa Feser, Steve van Velvet            | Johann Seifert, Steve van Velvet (Ko.), Alexa Feser (Ko.)                  | 3:55  |
| 5                  | Atari T-Shirt                                  | Alexa Feser, Steve van Velvet            | Johann Seifert, Steve van Velvet (Ko.), Alexa Feser (Ko.)                  | 3:54  |
| 6                  | Bei 10 wieder oben                             | Alexa Feser, Steve van Velvet            | Johann Seifert, Steve van Velvet (Ko.), Alexa Feser (Ko.)                  | 4:44  |
| 7                  | Tempelhofer Feld (feat. Disarstar)             | Alexa Feser, Steve van Velvet, Disarstar | Daniel Großmann, Matthias Mania, Steve van Velvet (Ko.), Alexa Feser (Ko.) | 3:23  |
| 8                  | Das Tempo von Rost                             | Alexa Feser, Steve van Velvet            | Johann Seifert, Steve van Velvet (Ko.), Alexa Feser (Ko.)                  | 3:26  |
| 9                  | Haie                                           | Alexa Feser, Steve van Velvet            | Johann Seifert, Steve van Velvet (Ko.), Alexa Feser (Ko.)                  | 4:03  |
| 10                 | Lola rennt                                     | Alexa Feser, Steve van Velvet            | Daniel Großmann, Matthias Mania, Steve van Velvet (Ko.), Alexa Feser (Ko.) | 3:25  |
| 11                 | Mut                                            | Alexa Feser, Steve van Velvet            | Daniel Großmann, Matthias Mania, Steve van Velvet (Ko.), Alexa Feser (Ko.) | 4:09  |
| 12                 | Abschiedslied                                  | Alexa Feser, Steve van Velvet            | Daniel Großmann, Matthias Mania, Steve van Velvet (Ko.), Alexa Feser (Ko.) | 3:47  |
| Akustik+ Versionen |                                                |                                          |                                                                            |       |
| 13                 | 1A (Akustik+)                                  | Alexa Feser, Steve van Velvet            | Steve van Velvet                                                           | 3:26  |
| 14                 | Atari T-Shirt (Akustik+)                       | Alexa Feser, Steve van Velvet            | Steve van Velvet                                                           | 4:01  |
| 15                 | Mut (Akustik+)                                 | Alexa Feser, Steve van Velvet            | Steve van Velvet                                                           | 4:06  |
| 16                 | Abgeholt (Akustik+)                            | Alexa Feser, Steve van Velvet            | Steve van Velvet                                                           | 4:09  |
| 17                 | In diesem Moment (Akustik+)                    | Alexa Feser, Steve van Velvet            | Steve van Velvet                                                           | 4:14  |
| 18                 | Nichts ist so laut wie die Wahrheit (Akustik+) | Alexa Feser, Steve van Velvet            | Steve van Velvet                                                           | 4:39  |

## A! Tour
Bei der A! Tour handelt es sich um die vierte eigenständige Tournee von Alexa Feser. Die Tour begann am 23. April 2019 mit einem Konzert in Köln und wird am 13. Oktober 2019 mit einem Konzert in Erfurt enden. Aufgeteilt ist die Tour in zwei Abschnitte, der erste Teil fand im April 2019 statt, während der zweite Teil im September und Oktober des gleichen Jahres stattfand. Der dritte Teil der Tour, welcher im Mai 2020 stattfinden sollte, wurde aufgrund der Maßnahmen zur Eindämmung der Covid-19-Pandemie in Deutschland abgesagt und auch nicht nachgeholt.

### Vorgruppe
Bei jedem Konzert im April 2019 eröffnete die deutsche Sängerin und Cellistin Luisa Babarro das Konzert. Sie stellte Lieder aus ihrem ersten Studioalbum Ich bin eine Andere sowie aus ihrer EP Luisa Babarro vor. Bei dem Song Auf Papier begleitete Feser sie am Klavier. Neben Auf Papier spielte sie auch die Lieder Auf und zu, Augen zu, Unser Band, Wenn du mich nicht mehr lieben kannst und Zwischen Nichts und Allem. Die Reihenfolge der Lieder variierte von Konzert zu Konzert; bei manchen Konzerten spielte sie nicht alle Lieder.

### Tourdaten
| Datum              | Stadt                | Veranstaltungsort   | Land        |
| ------------------ | -------------------- | ------------------- | ----------- |
| 23. April 2019     | Köln                 | Luxor               | Deutschland |
| 24. April 2019     | Stuttgart            | ClubCANN            | Deutschland |
| 26. April 2019     | Leipzig              | Werk 2              | Deutschland |
| 27. April 2019     | Berlin               | Lido                | Deutschland |
| 28. April 2019     | Frankfurt am Main    | Zoom                | Deutschland |
| 29. April 2019     | Hamburg              | Knust               | Deutschland |
| 27. September 2019 | Münster              | Jovel Music Hall    | Deutschland |
| 28. September 2019 | Oldenburg            | Kulturetage         | Deutschland |
| 29. September 2019 | Hannover             | Musikzentrum        | Deutschland |
| 30. September 2019 | Hamburg              | Mojo Club           | Deutschland |
| 2. Oktober 2019    | Dresden              | Alter Schlachthof   | Deutschland |
| 3. Oktober 2019    | Leipzig              | Täubchenthal        | Deutschland |
| 4. Oktober 2019    | Berlin               | Columbia Theater    | Deutschland |
| 6. Oktober 2019    | München              | Ampere / Muffatwerk | Deutschland |
| 7. Oktober 2019    | Köln                 | Gloria-Theater      | Deutschland |
| 8. Oktober 2019    | Bochum               | Zeche               | Deutschland |
| 10. Oktober 2019   | Neunkirchen (Saar)   | Neue Gebläsehalle   | Deutschland |
| 11. Oktober 2019   | Mainz                | Frankfurter Hof     | Deutschland |
| 12. Oktober 2019   | Freiburg im Breisgau | Jazzhaus            | Deutschland |
| 13. Oktober 2019   | Erfurt               | Kaisersaal          | Deutschland |

Abgesagte Termine
| Datum        | Stadt      | Veranstaltungsort | Land        |
| ------------ | ---------- | ----------------- | ----------- |
| 5. Mai 2020  | Bielefeld  | Forum             | Deutschland |
| 6. Mai 2020  | Düsseldorf | Zakk              | Deutschland |
| 7. Mai 2020  | Kiel       | Die Pumpe         | Deutschland |
| 8. Mai 2020  | Rostock    | Moya              | Deutschland |
| 9. Mai 2020  | Potsdam    | Waschhaus         | Deutschland |
| 11. Mai 2020 | Ulm        | Roxy              | Deutschland |
| 12. Mai 2020 | Stuttgart  | Im Wizemann       | Deutschland |
| 13. Mai 2020 | Erlangen   | E-Werk            | Deutschland |
| 14. Mai 2020 | Cottbus    | Glashouse         | Deutschland |

### Setlist
Die Setlist beinhaltete 22 Titel (darunter ein Medley) beim ersten Konzert in Köln. Während des ersten Teils der Tour wurde lediglich der Song Lola rennt aus der Zugabe genommen und gar nicht mehr gespielt. Die Konzerte wurden mit dem Song Gold reden eröffnet und endeten nach einer Zugabe von drei Liedern (in Köln vier) mit dem Song Wunderfinder. Feser spielte neben allen Songs aus dem dritten Album A! auch Lieder aus ihren zwei vorherigen Alben. Auch der Song Sterne wurde wieder gespielt, ein Lied, welches Feser niemals aufgenommen und veröffentlicht hatte. An elfter Stelle in der Setlist befindet sich ein Medley aus den Songs Vom Suchen und Finden und Weiß, welche beide aus ihrem ersten Studioalbum Gold von morgen (2014) stammen. Dieses spielte sie zusammen mit Luisa Babarro.
Diese Liste beinhaltet alle Lieder, welche Feser auf der Tour gespielt hat:
1. Gold reden
2. Das Tempo von Rost
3. Mensch unter Menschen
4. Paradies im Kopf
5. Dezemberkind
6. Abgeholt
7. Sterne
8. Ich bleibe
9. Tempelhofer Feld
10. Mut
11. Vom Suchen und Finden / Weiß
12. Haie
13. Atari T-Shirt
14. Glück
15. Das Gold von morgen
16. In diesem Moment
17. Abschiedslied
18. 1A
Zugabe
19. Medizin
20. Lola rennt
21. Bei 10 wieder oben
22. Wunderfinder

## Mitwirkende
Albumproduktion
- Luisa Babarro – Cello (Lieder: 6, 9)
- Disarstar – Gesang (Lied 7), Komponist (Lied 7), Liedtexter (Lied 7)
- Alexa Feser – Gesang (Lieder: 1–18), Komponist (Lieder: 1–18), Liedtexter (Lieder: 1–18), Koproduzent (Lieder: 1–12)
- Hans-Philipp Graf – Mastering
- Daniel Großmann – Abmischung (Lieder: 1–3, 7, 10–12), Bass (Lieder: 1–2, 7, 10–12), Percussion (Lied 3), Musikproduzent (Lieder: 1–3, 7, 10–12), Programmierung (Lieder: 1–3, 7, 10–12)
- Tabea Haarmann-Thiemann – Viola (Lieder: 6, 9)
- Matthias Mania – Abmischung (Lieder: 1–3, 7, 10–12), Bass (Lied 3), Cello (Lieder: 1–2, 11–18), Musikproduzent (Lieder: 1–3, 7, 10–12), Percussion (Lieder: 7, 10), Synthesizer (Lieder: 1–3, 7, 10–12)
- Conrad Oleak – Streicharrangement (Lied 9)
- Martin Rott – Schlagzeug (Lied 5), Streicharrangement (Lied 6)
- Thorsten Schulz – Violine (Lieder: 6, 9)
- Johann Seifert – Abmischung (Lieder: 4–6, 8–9), Bass (Lieder: 4–5, 8–9), Gitarre (Lieder: 4–5, 8), Musikproduzent (Lieder: 4–6, 8–9), Percussion (Lieder: 4, 6, 8–9), Programmierung (Lieder: 4–6, 8–9), Synthesizer (Lieder: 4–5, 8–9)
- Steve van Velvet – Abmischung (Lieder: 13–18), Bass (Lieder: 6, 13–18), Gitarre (Lieder: 1–4, 6–7, 9–18), Komponist (Lieder: 1–18), Koproduzent (Lieder: 1–12), Liedtexter (Lieder: 1–18), Musikproduzent (Lieder: 13–18), Percussion (Lieder: 1–2, 9, 11, 12), Programmierung (Lieder: 8–9), Synthesizer (Lieder: 4, 6, 8), Vocal-Produktion (Lieder: 1–12)

Unternehmen
- HP Mastering – Mastering

## Chartplatzierungen
In den deutschen Albumcharts ist das Album am 17. Mai 2019 auf Platz sieben eingestiegen. Für Feser ist dies der bereits zweite Top-10-Erfolg in den Albumcharts in Deutschland und dort der dritte insgesamt.
| ChartsChartplatzierungen | Höchstplatzierung | Wochen |
| ------------------------ | ----------------- | ------ |
| Deutschland (GfK)        | 7 (5 Wo.)         | 5      |
| Österreich (Ö3)          | 74 (1 Wo.)        | 1      |
| Schweiz (IFPI)           | 65 (1 Wo.)        | 1      |